# Carl Nebel
Pour les articles homonymes, voir Nebel.

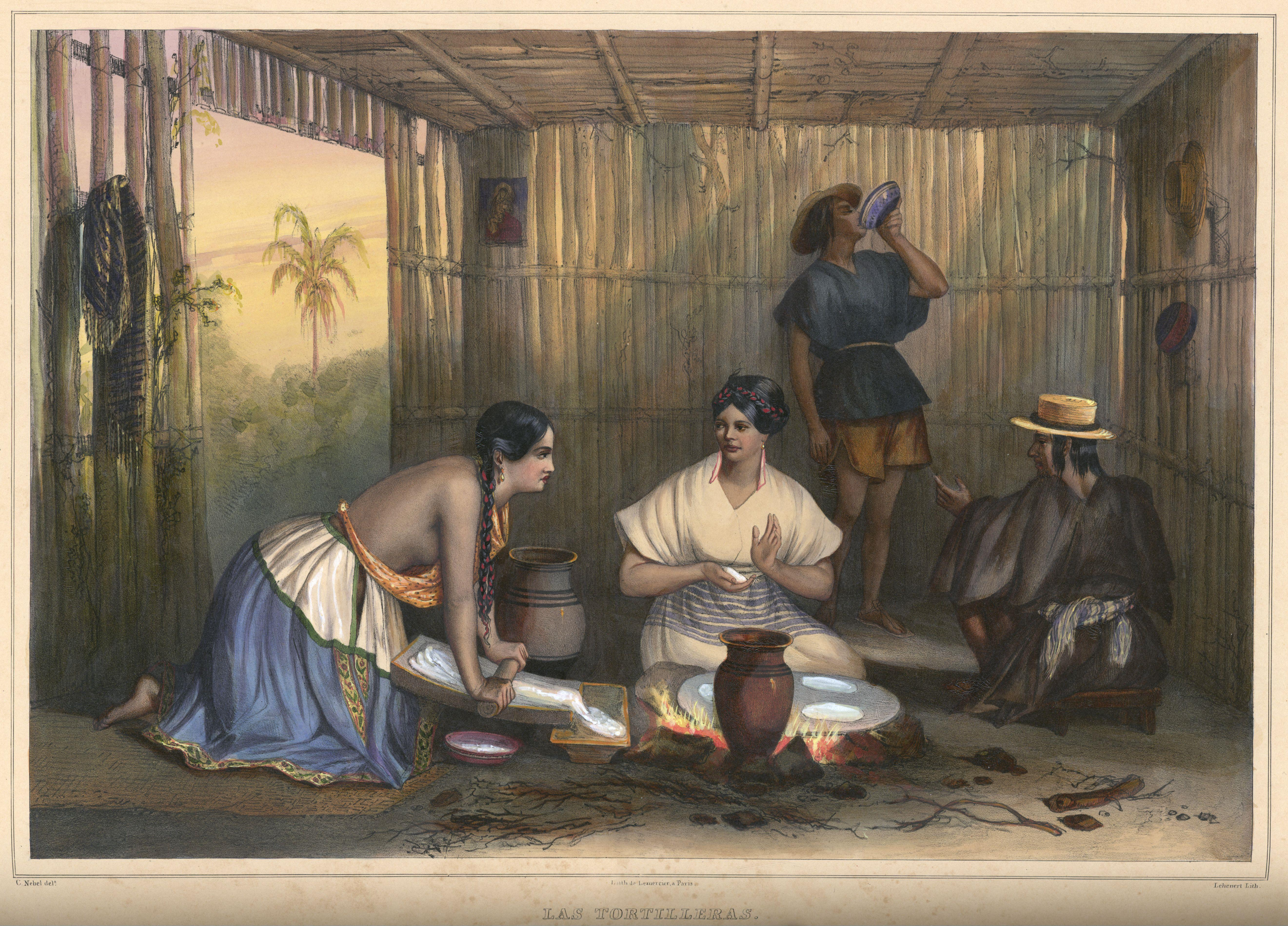
Las Tortilleras (Les faiseuses de tortillas). Lithographie colorée à la main, Mexique, début du XIXe siècle.Taille originale (hors tout).

Carl Nebel, né le 18 mars 1805 à Altona et mort le 4 juin 1855 à Bologne, est un ingénieur allemand, architecte et dessinateur, plus connu pour ses peintures détaillées du peuple et des paysages mexicains au cours des batailles de la guerre mexico-américaine.

## Biographie
Nebel est né à Altona, qui fait aujourd'hui partie de Hambourg. Après avoir étudié à Hambourg et à Paris, il part pour l'Amérique, où il réside au Mexique de 1829 à 1834, voyage au cours duquel il se lie à Jean-Frédéric Waldeck. En 1836, il publie à Paris son célèbre ouvrage illustré sur ce pays Voyage pittoresque et archéologique dans la partie la plus intéressante du Mexique, avec 50 lithographies faites à partir de ses tableaux, dont vingt ont été coloriées à la main, et une introduction d'Alexandre von Humboldt.
En 1851, il publie, en collaboration avec George Wilkins Kendall, certaines de ses peintures sur les événements de la guerre mexico-américaine dans le livre The War between the United States and Mexico Illustrated. Le livre contient douze lithographies en couleurs faites par Adolphe Jean-Baptiste Bayot (en) et est imprimé par Joseph Lemercier – l'un des principaux lithographes de l'époque. Dans les deux cas, les illustrations de Nebel ont été renforcées par son utilisation des dernières évolutions de l'impression en France.

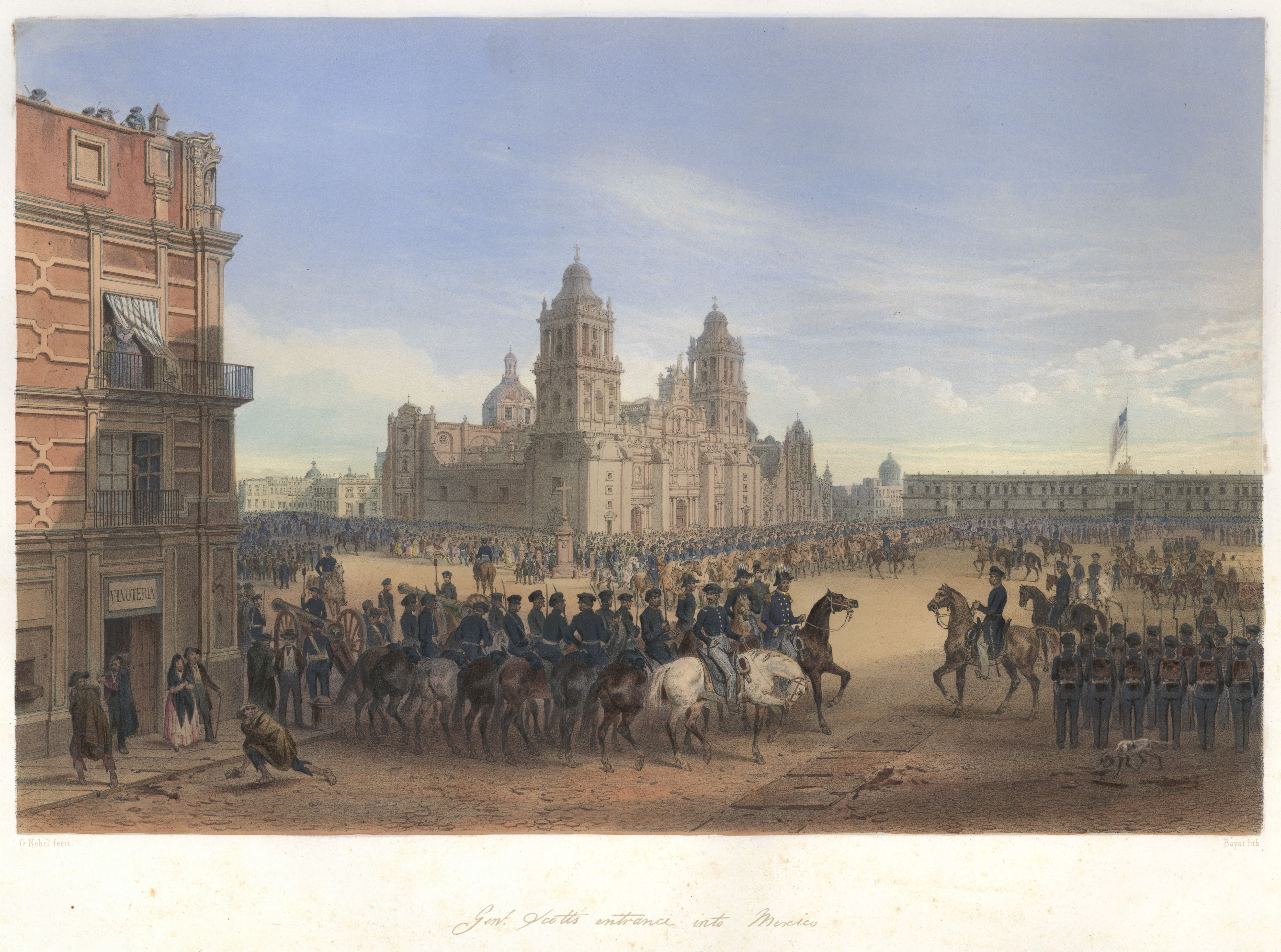
Cette peinture de Carl Nebel représente Winfield Scott entrant dans la Plaza de la Constitución au cours de la guerre mexico-américaine. Le drapeau américain est en train de flotter sur le Palais National ; la cathédrale Métropolitaine de Mexico est en arrière-plan.

## Galerie

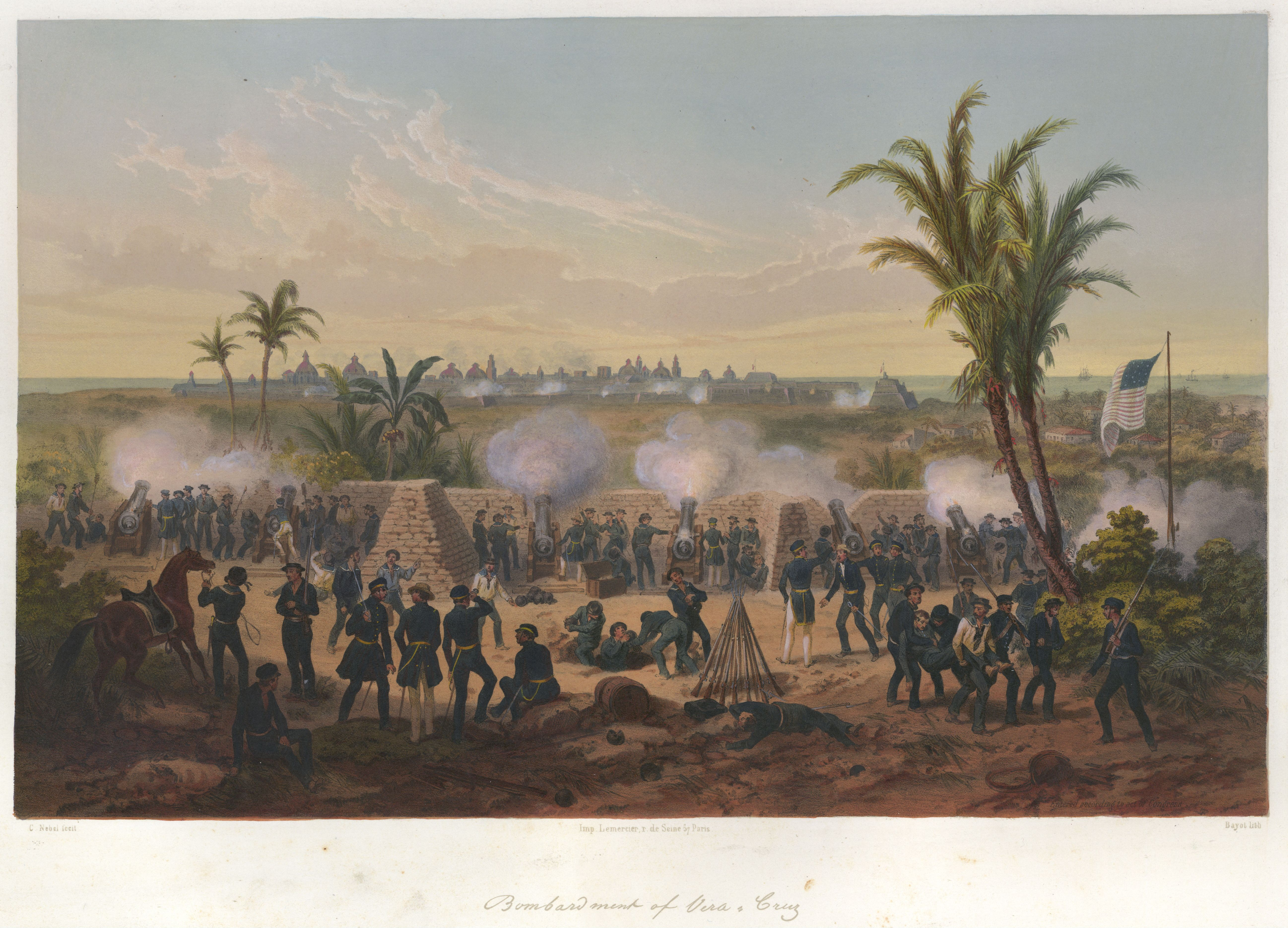
La Bataille de Vera Cruz.
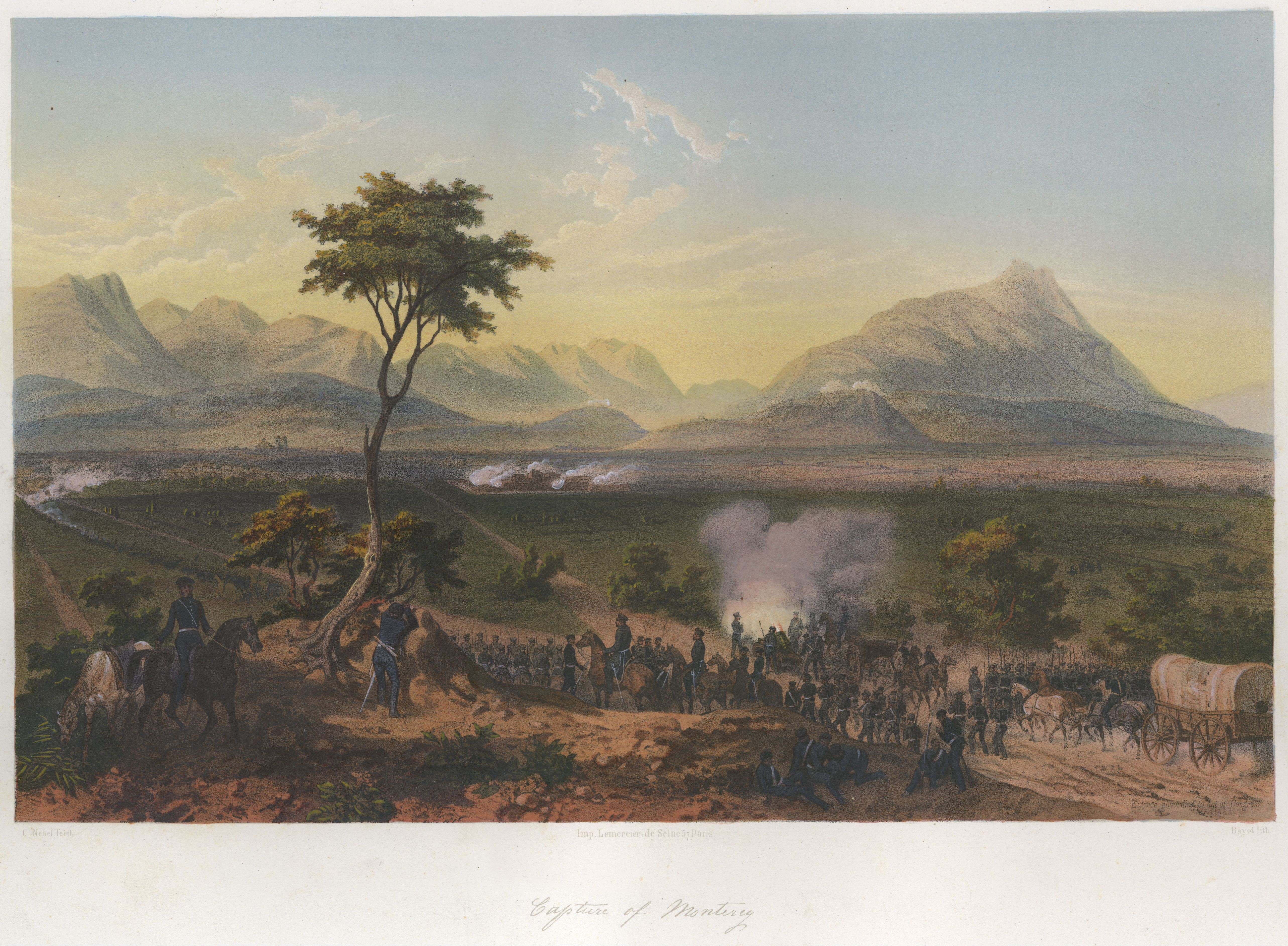
La prise de Monterrey, d'après une peinture de Nebel.
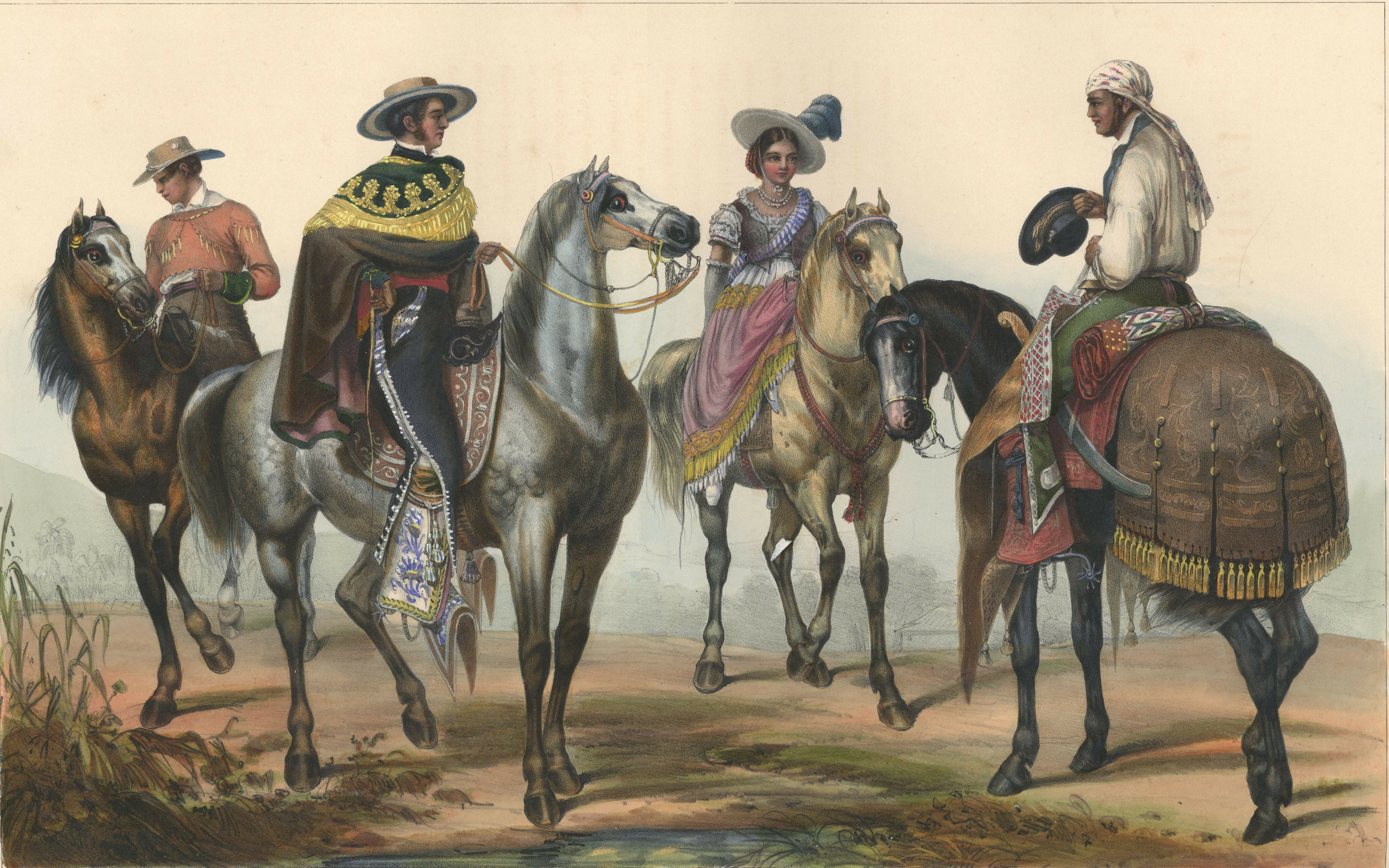
(en) The hacienda owner and his  mayordomo (painting by Carl Nebel, litografía de Lemercier y Lassalle).